# Atractor de Rössler

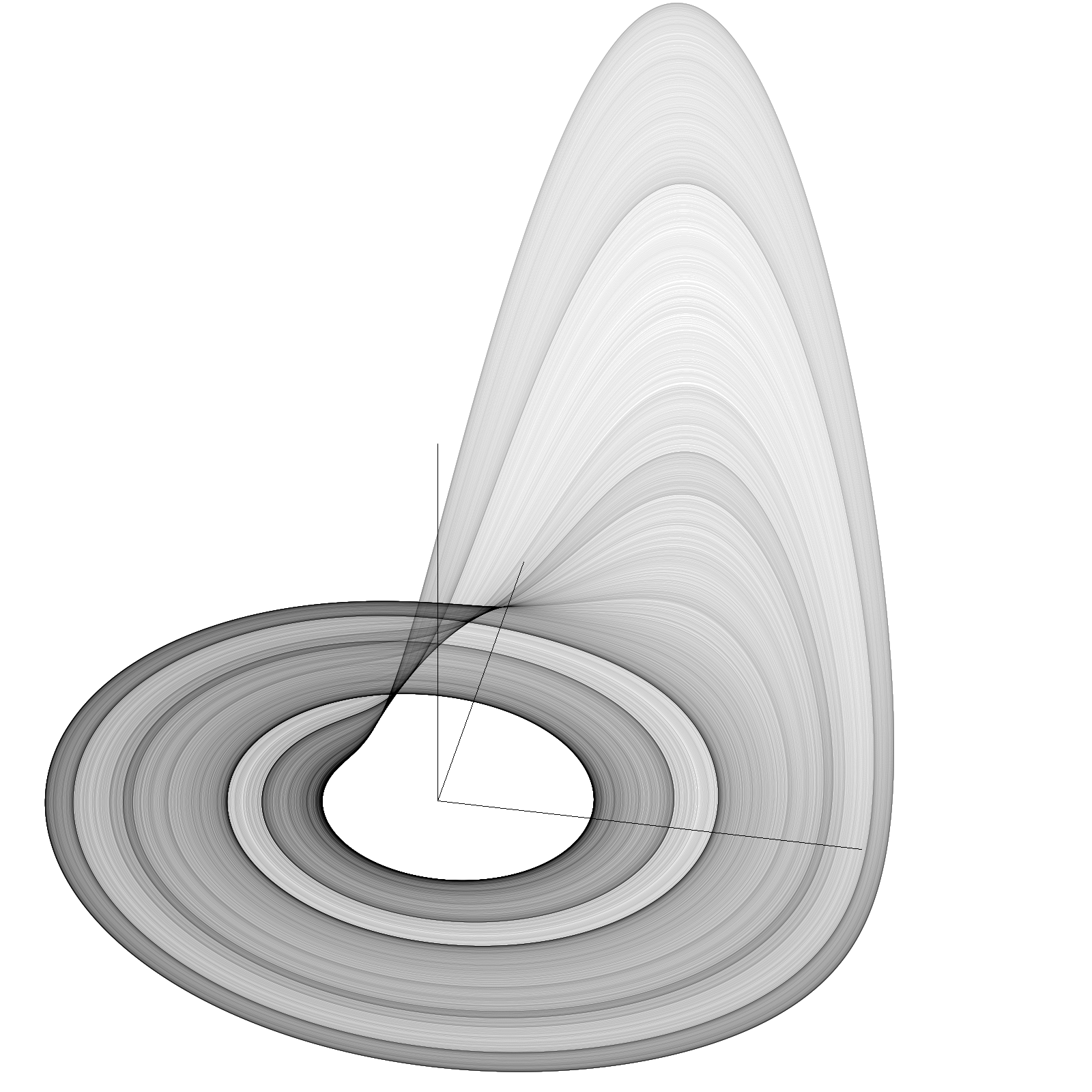
Atractor de Rössler

L'atractor de Rössler és l'atractor del sistema de Rössler, un sistema de tres equacions diferencials ordinàries no lineals estudiades per Otto E. Rössler. Aquestes equacions diferencials defineixen un sistema dinàmic del temps-continu que mostra dinàmiques caòtiques associades amb les propietats fractals de l'atractor.
Algunes propietats del sistema de Rössler poden ser deduïdes a través de mètodes lineals com autovectors, però les principals característiques del sistema requereixen mètodes no lineals com aplicacions de Poincaré o diagrames de bifurcació.

## Definició
Les equacions que defineixen el sistema de Rössler són:
{\displaystyle \left\{{\begin{matrix}{\frac {dx}{dt}}=-y-z\\{\frac {dy}{dt}}=x+Ay\\{\frac {dz}{dt}}=B+z(x-C)\end{matrix}}\right.}
Otto E. Rössler va estudiar l'atractor caòtic amb A = 0,2; B = 0,2 i C = 5,7, encara que des de llavors els paràmetres més comuns han estat A = 0,1; B = 0,1 i C = 14.